# توماس اروین
توماس اروین (به انگلیسی: Thomas Urwin) بازیکن فوتبال زادهٔ ۵ فوریه ۱۸۹۶ اهل کشور انگلستان که سابقهٔ بازی در تیم ملی فوتبال انگلستان را در کارنامهٔ خود دارد. وی در تاریخ ۲۱ مه ۱۹۲۳ نخستین بازی ملی خود را در مقابل تیم ملی فوتبال سوئد انجام داد و با حضور در ۴ بازی ملی، در تاریخ ۱ مارس ۱۹۲۶ واپسین بازی ملی‌اش را در برابر تیم ملی فوتبال ولز برگزار کرد.